# Protocoleoptera
Los protocoleópteros o "coleopteroides" (Protocoleoptera) son un suborden de antepasados de los coleópteros actuales. Son fósiles del Pérmico inferior (hace unos 280 millones de años). Es un grupo formado por varias familias, una de los cuales incluiría el ancestro de los coleópteros actuales. Los verdaderos coléopteros aparecieron recién hace 230 millones de años.
Recuerdan a los Cupedidae modernos por sus élitros fuertemente esculpidos con numerosas venas transversales. Como los coleópteros actuales  tenían  13 artejos antenales y una precoxa pequeña. Los élitros eran coreáceos en vez de esclerotizados. Las alas anteriores tenían todas las venas principales de las alas de insectos. Eran más largas que el abdomen. Se conoce un género (Moravocoleus) que tenía un ovipositor externo corto.

## Taxonomía
Los protocoleópteros incluyen 3 superfamilias y 7 familias:
- †Superfamilia Tshekardocoleoidea
  - †Familia Tshekardocoleoidae
  - †Familia Labradorocoleoidae
  - †Familia Oborocoleoidae
- †Superfamilia Permocupedoidea
  - †Familia Permocupedidae
  - †Familia Taldycupedidae
- †Superfamilia Permosynoidea
  - †Familia Ademosyndidae
  - †Familia Permosynidae